# 小池大輔
小池 大輔（こいけ だいすけ、1974年 - ）は、東京都出身の元アメリカンフットボール選手、アメリカンフットボール指導者。
ポジションはワイドレシーバー（WR）。

## 人物
1990年、浦和学院高校MAD DOGSでアメリカンフットボールを始める。1年生時より試合出場。
ポジションは、WR/DB/R/K と多岐にわたるユーティリティープレーヤー。
非常に規律正しいチームであったため、素行の悪さからいつも坊主頭であった。
2年生時に、その後日本代表のQBとして活躍する冨澤優一（Xリーグオンワードオークス）とホットラインを結び、チームを全国大会に導く。
SICオールスターには2度選出。2年生時はWR、3年生は時CBで出場。
1993年に日本大学に入学。名門日本大学フェニックスに入部。
名将篠竹幹夫監督の下、「犠牲・協同・闘争」を掲げた、異常とも言える徹底した厳しい指導を受け、サムライイズムを徹底的に学ぶ。
ポジションはWR。4年生時、伝統のエース番号である背番号22番を継承する。
学生日本一決定戦である甲子園ボウルには出場したことはない。
1997年、よりXリーグリクルートシーガルズ（現オービックシーガルズ）に所属。
ポジションはWR。背番号80番。ニックネームは『技のデパート』。
1998年、2年目のプレシーズンで頭角を現し、活躍を期待されたが、同年9月、前十字靭帯完全断裂、内側側副靭帯完全断裂、後十字靭帯完全断裂、半月板損傷、骨軟骨損傷の大怪我を負う。
そのシーズン、オペをせずにリハビリのみでライスボウルに復帰出場を果たす。翌日より半年間の入院・リハビリを余儀なくされる。
2004年現役を引退。

## 戦績
- 1991年　全国高校アメリカンフットボール選手権出場
- 1994年　パルサーボウル（関東学生選手権決勝）出場
- 1996年　関東学生選手権決勝出場
- 1999年　第52回ライスボウル優勝
- 2003年　第56回ライスボウル出場

## 指導歴
- 2007年-2008年　IBMビッグブルーWRコーチ
- 2011年-2012年　明治安田パイレーツWRコーチ